# Distretto di Anar Dara
Il distretto di Anar Dara è un distretto nella provincia di Farah, nell'Afghanistan occidentale, al confine con l'Iran. La popolazione è costituita in prevalenza da tagiki (70%) con una minoranza Pashtun di circa 30.000 unità nel gennaio 2005. La capitale, Anar Dara, è situata a 801 m s.l.m. e ha una popolazione di circa 13.300 abitanti.